# Fregaty rakietowe typu ANZAC
Fregaty rakietowe typu ANZAC – fregaty rakietowe zbudowane w wyniku współpracy Australii i Nowej Zelandii, które powstały w  oparciu o zmodernizowany niemiecki projekt fregat typu MEKO 200.
Od 1996 do służby weszło 10 okrętów, z czego 8 do marynarki australijskiej (Royal Australian Navy) i 2 dla nowozelandzkiej (Royal New Zealand Navy). Nazwa głównego okrętu i całego typu pochodzi od australijsko-nowozelandzkiego korpusu ANZAC walczącego podczas I wojny światowej.

## Historia
W połowie lat 80. marynarki wojenne Australii i Nowej Zelandii rozpoczęły prace nad następcą dla używanych do tej pory starszych okrętów typu Perth i Leander. Prace prowadzono na podstawie  projektu uniwersalnych fregat rakietowych typu MEKO 200 opracowanych przez hamburską stocznię Blohm & Voss.

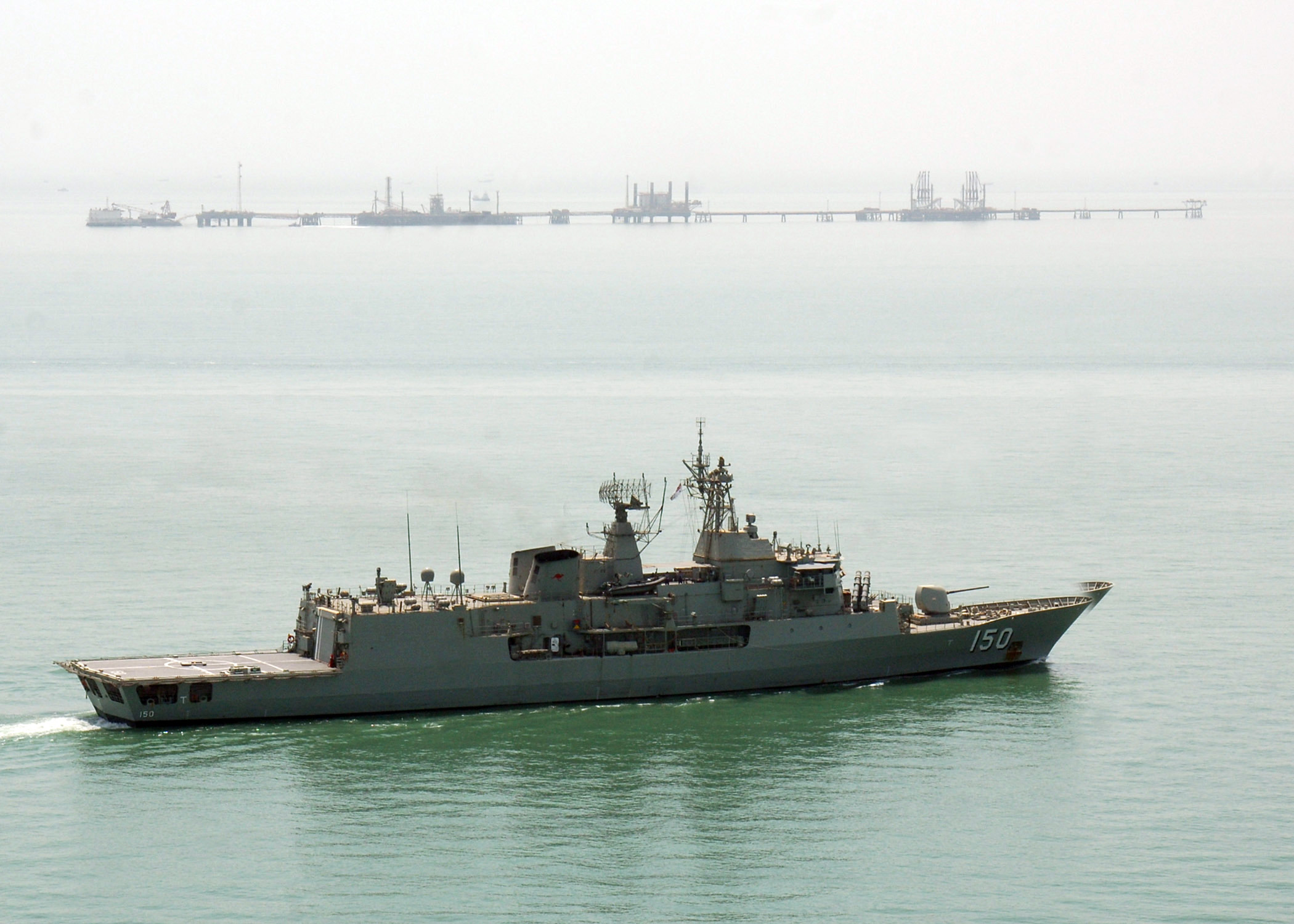
HMAS "Anzac"

W 1989 podpisano kontrakt na budowę 10 okrętów: 8 dla Australii i 2 dla Nowej Zelandii. Nowa Zelandia początkowo planowała zakup 4 jednostek, jednak z powodu kryzysu politycznego związanego z paktem ANZUS zrezygnowała z dwóch.
Okręty budowano w technologii modułowej, która zakładała budowę okrętów z wcześniej przygotowanych bloków. Finalny montaż odbywał się w zakładach firmy Tenix Defence System w Williamstown w stanie Wiktoria. Budowa pierwszego okrętu typu HMAS "Anzac" rozpoczęła się 16 września 1994. Wodowanie miało miejsce 16 września 1994, wejście do służby 18 maja 1996.
Ostatni okręt serii HMAS "Perth" wszedł do służby 26 sierpnia 2006.

## Zastosowanie
W marcu 2003 HMAS "Anzac" wspierał siły koalicji podczas ataku na Irak. Dwie nowozelandzkie fregaty typu ANZAC biorą udział w operacji Enduring Freedom.

## Opis
Dzięki modułowej konstrukcji okrętów, są one podatne na modernizacje i zmiany w wyposażeniu. Dzięki temu na jednostkach, które znajdują się już w służbie, planuje się instalację nowych systemów uzbrojenia, m.in. na australijskich okrętach mają być zainstalowane po dwie wyrzutnie pocisków przeciwlotniczych bliskiego zasięgu RAM.

## Zbudowane okręty
| Fregaty rakietowe typu ANZAC |               |                 |                    |                  |                     |
| Nazwa                        | Użytkownik    | Numer taktyczny | Rozpoczęcie budowy | Wodowanie        | Wejście do służby   |
| HMAS Anzac                   | Australia     | FFH 150         | 5 listopada 1993   | 16 września 1994 | 18 maja 1996        |
| HMNZS Te Kaha                | Nowa Zelandia | F77             | 19 września 1994   | 22 lipca 1995    | 26 lipca 1997       |
| HMAS Arunta                  | Australia     | FFH 151         | 22 lipca 1995      | 28 czerwca 1996  | 12 grudnia 1998     |
| HMNZS Te Mana                | Nowa Zelandia | F111            | 28 czerwca 1996    | 10 maja 1997     | 10 grudnia 1999     |
| HMAS Warramunga              | Australia     | FFH 152         | 26 lipca 1997      | 23 maja 1998     | 28 marca 2001       |
| HMAS Stuart                  | Australia     | FFH 153         | 25 lipca 1998      | 17 kwietnia 1999 | 17 sierpnia 2002    |
| HMAS Parramatta              | Australia     | FFH 154         | 4 czerwca 1999     | 17 czerwca 2000  | 4 października 2003 |
| HMAS Ballarat                | Australia     | FFH 155         | 4 sierpnia 2000    | 25 maja 2002     | 26 czerwca 2004     |
| HMAS Toowoomba               | Australia     | FFH 156         | 26 lipca 2002      | 16 maja 2003     | 8 października 2005 |
| HMAS Perth                   | Australia     | FFH 157         | 24 lipca 2003      | 20 marca 2004    | 26 sierpnia 2006    |

## Następca
Trwa opracowywanie następcy fregat rakietowych ANZAC. Fregaty rakietowe typu Hunter mają być budowane po 2020 roku, a wejść do służby po 2027 roku.